# Circuito de Guecho de 2015
A 70 edição do Circuito de Guecho teve lugar em 31 de julho de 2015. A corrida fez parte do calendário UCI Europe Tour de 2015 na categoria 1.1.
A prova foi vencida durante um sprint a três, escapados do grupo principal durante o final, pelo Francês Nacer Bouhanni (Cofidis) ante os Espanhóis Juan José Lobato (Movistar) e Carlos Barbero (Caja Rural-Seguros RGA).
Os Espanhóis ganham duas classificações anexos com Imanol Estévez (Murias Taldea) que ganha a da montanha e Enrique Sanz (Movistar) para o melhor  Basco. Ademais o botsuanês Bernardo Ayuso (Inteja-MMR Dominican) consegue a classificação do melhor jovem e a formação espanhola Movistar acaba melhor equipa.

## Apresentação

### Equipas
Classificada na categoria 1.1 da UCI Europe Tour, o Circuito de Guecho é portanto aberta às WorldTeams no limite do 50 % das equipas concorrentes, as equipas continentais profissionais, as equipas continentais e as equipas nacionais.
Dez equipas participam neste Circuito de Getxo - uma WorldTeam, três equipas continentais profissionais e seis equipas continentais :
| UCI WorldTeam  | UCI WorldTeam | UCI WorldTeam |
| Nome da equipa | País          | Código        |
| -------------- | ------------- | ------------- |
| Movistar       | Espanha       | MOV           |

| Equipas continentais profissionais | Equipas continentais profissionais | Equipas continentais profissionais |
| Nome da equipa                     | País                               | Código                             |
| ---------------------------------- | ---------------------------------- | ---------------------------------- |
| Caja Rural-Seguros RGA             | Espanha                            | CJR                                |
| Cofidis                            | França                             | COF                                |
| RusVelo                            | Rússia                             | RVL                                |

| Equipas continentais | Equipas continentais | Equipas continentais |
| Nome da equipa       | País                 | Código               |
| -------------------- | -------------------- | -------------------- |
| Bike Aid             | Alemanha             | BAI                  |
| Burgos BH            | Espanha              | BUR                  |
| Inteja-MMR Dominican | República Dominicana | DCT                  |
| Keith Mobel-Partizan | Sérvia               | KMP                  |
| Murias Taldea        | Espanha              | MUR                  |
| Start-Massi          | Portugal             | STF                  |

### Regulamento da corrida

#### Prémios
Os vinte prêmios estão atribuídos que seguem o barómetro do UCI. O total geral dos prêmios distribuídos é de 14 477 €.
| Posição | 1º      | 2º      | 3º      | 4º    | 5º    | 6º    | 7º    | 8º    | 9º    | 10º à 20º |
| Prémio  | 5 785 € | 2 895 € | 1 445 € | 715 € | 580 € | 433 € | 433 € | 287 € | 287 € | 147 €     |

## Classificações

### Classificação final
| \| Posição \| Ciclista \| Equipa \| Tempo \| \| ------- \| ------------------ \| -------------------------- \| --------------- \| \| 1. \| Nacer Bouhanni \| Cofidis, Solutions Crédits \| 4 h 02 min 21 s \| \| 2. \| Juan José Lobato \| Movistar \| m.t. \| \| 3. \| Carlos Barbero \| Caja Rural-Seguros RGA \| m.t. \| \| 4. \| José Joaquín Rojas \| Movistar \| a 3 s \| \| 5. \| Roman Maikin \| RusVelo \| m.t. \| \| 6. \| Enrique Sanz \| Movistar \| a 5 s \| \| 7. \| Ángel Madrazo \| Caja Rural-Seguros RGA \| m.t. \| \| 8. \| Ibai Salas \| Burgos-BH \| m.t. \| \| 9. \| Egoitz García \| Murias \| m.t. \| \| 10. \| Amets Txurruka \| Caja Rural-Seguros RGA \| a 8 s \| |                    |                            |                 |
| Posição | Ciclista           | Equipa                     | Tempo           |
| 1. | Nacer Bouhanni     | Cofidis, Solutions Crédits | 4 h 02 min 21 s |
| 2. | Juan José Lobato   | Movistar                   | m.t.            |
| 3. | Carlos Barbero     | Caja Rural-Seguros RGA     | m.t.            |
| 4. | José Joaquín Rojas | Movistar                   | a 3 s           |
| 5. | Roman Maikin       | RusVelo                    | m.t.            |
| 6. | Enrique Sanz       | Movistar                   | a 5 s           |
| 7. | Ángel Madrazo      | Caja Rural-Seguros RGA     | m.t.            |
| 8. | Ibai Salas         | Burgos-BH                  | m.t.            |
| 9. | Egoitz García      | Murias                     | m.t.            |
| 10. | Amets Txurruka     | Caja Rural-Seguros RGA     | a 8 s           |

### UCI Europe Tour
Este Circuito de Getxo atribui pontos para o UCI Europe Tour de 2015, por equipas só aos corredores das equipas continental profissional e continental, individualmente a todos os corredores salvo aqueles fazendo parte de uma equipa que tem um label WorldTeam.
| Posição.            | 1.º | 2.º | 3.º | 4.º | 5.º | 6.º | 7.º | 8.º | 9.º | 10.º | 11.º | 12.º |
| Classificação geral | 80  | 56  | 32  | 24  | 20  | 16  | 12  | 8   | 7   | 6    | 5    | 3    |

## Lista dos participantes
- Lista de saída completa

| Legenda                             | Legenda                                                                          | Legenda | Legenda                                              |
| ----------------------------------- | -------------------------------------------------------------------------------- | ------- | ---------------------------------------------------- |
| Num                                 | Jersey de saída levada pelo corredor este Circuito de Getxo Maillot=LESTE        | Pos     | Posição à chegada da corrida                         |
| [[Imagem:\|20px\|class=noviewer\|]] | Indica uma camisola de campeão nacional ou mundial, conforme a sua especialidade | NP      | Indica um corredor que não tomou a saída da corrida  |
| AB                                  | Indica um corredor que não terminou a corrida                                    | HD      | Indica um corredor terminou a etapa fora de controle |

|                         |          |     |
| ----------------------- | -------- | --- |
| Num                     | Corredor | Pos |
| 1                       |          |     |
| 2                       |          |     |
| 3                       |          |     |
| 4                       |          |     |
| 5                       |          |     |
| 6                       |          |     |
| 7                       |          |     |
| 8                       |          |     |
| 9                       |          |     |
| 10                      |          |     |
| Director desportivo : - |          |     |

| Caja Rural-Seguros RGA CJR               | Caja Rural-Seguros RGA CJR | Caja Rural-Seguros RGA CJR |
| ---------------------------------------- | -------------------------- | -------------------------- |
| Num                                      | Corredor                   | Pos                        |
| 11                                       | Carlos Barbero (ESP)       | 3.º                        |
| 12                                       | Amets Txurruka (ESP)       | 10.º                       |
| 13                                       | Peio Bilbao (ESP)          | 11.º                       |
| 14                                       | Omar Fraile (ESP)          | 55.º                       |
| 15                                       | Lluís Mas (ESP)            | 53.º                       |
| 16                                       | Ángel Madrazo (ESP)        | 7.º                        |
| 17                                       | David Arroyo (ESP)         | 54.º                       |
| 18                                       | Javier Aramendia (ESP)     | 29.º                       |
| 19                                       | Miguel Ángel Benito (ESP)  | 28.º                       |
| 20                                       |                            |                            |
| Director desportivo : Eugenio Goikoetxea |                            |                            |

| RusVelo RVL                          | RusVelo RVL               | RusVelo RVL |
| ------------------------------------ | ------------------------- | ----------- |
| Num                                  | Corredor                  | Pos         |
| 21                                   | Sergéi Firsanov (RUS)     | 47.º        |
| 22                                   | Ivan Balykin (RUS)        | 48.º        |
| 23                                   | Igor Boev (RUS)           | 38.º        |
| 24                                   | Roman Maikin (RUS)        | 5.º         |
| 25                                   | Andrey Solomennikov (RUS) | 61.º        |
| 26                                   | Kirill Pozdnyakov (RUS)   | 35.º        |
| 27                                   | Alexander Rybakov (RUS)   | 39.º        |
| 28                                   | Alexander Foliforov (RUS) | AB          |
| 29                                   |                           |             |
| 30                                   |                           |             |
| Director desportivo : Serhiy Honchar |                           |             |

| Start-Massi STF                       | Start-Massi STF       | Start-Massi STF |
| ------------------------------------- | --------------------- | --------------- |
| Num                                   | Corredor              | Pos             |
| 31                                    | Rubén Caseny (ESP)    | 37.º            |
| 32                                    | Marc Vilanova (ESP)   | 63.º            |
| 33                                    | Axel Costa (ESP)      | 26.º            |
| 34                                    | Andreas Keuser (GER)  | 67.º            |
| 35                                    | Žolt Der (HUN)        | 17.º            |
| 36                                    | Jeison Prada (COL)    | AB              |
| 37                                    | Daniel Quicibal (GUA) | AB              |
| 38                                    |                       |                 |
| 39                                    |                       |                 |
| 40                                    |                       |                 |
| Director desportivo : Mauricio Frazer |                       |                 |

| Cofidis                               | Cofidis                   | Cofidis |
| ------------------------------------- | ------------------------- | ------- |
| Num                                   | Corredor                  | Pos     |
| 41                                    | Nacer Bouhanni (FRA)      | 1.º     |
| 42                                    | Yoann Bagot (FRA)         | AB      |
| 43                                    | Loïc Chetout (FRA)        | 57.º    |
| 44                                    | Gert Jõeäär (É) (Estrada) | 42.º    |
| 45                                    | Dominique Rollin (CAN)    | 49.º    |
| 46                                    | Michael Van Staeyen (BEL) | 50.º    |
| 47                                    | Rudy Molard (FRA)         | AB      |
| 48                                    | Louis Verhelst (BEL)      | 62.º    |
| 49                                    | Anthony Turgis (FRA)      | 30.º    |
| 50                                    |                           |         |
| Director desportivo : Jacques Decrion |                           |         |

| Bike Aid BAI                       | Bike Aid BAI            | Bike Aid BAI |
| ---------------------------------- | ----------------------- | ------------ |
| Num                                | Corredor                | Pos          |
| 51                                 | Mekseb Debesay (ERI)    | 16.º         |
| 52                                 | Nikodemus Holler (GER)  | 15.º         |
| 53                                 | Daniel Bichlmann (GER)  | 25.º         |
| 54                                 | Kyle Buckosky (CAN)     | 64.º         |
| 55                                 | Matthias Schnapka (GER) | AB           |
| 56                                 | Fabian Fritz (GER)      | AB           |
| 57                                 |                         |              |
| 58                                 |                         |              |
| 59                                 |                         |              |
| 60                                 |                         |              |
| Director desportivo : Yves Formoso |                         |              |

| Movistar MOV                              | Movistar MOV                  | Movistar MOV |
| ----------------------------------------- | ----------------------------- | ------------ |
| Num                                       | Corredor                      | Pos          |
| 61                                        | Juan José Lobato (ESP)        | 2.º          |
| 62                                        | Igor Antón (ESP)              | 60.º         |
| 63                                        | Beñat Intxausti (ESP)         | 59.º         |
| 64                                        | Ion Izagirre (ESP)            | 45.º         |
| 65                                        | José Joaquín Rojas (ESP)      | 4.º          |
| 66                                        | Javier Moreno (ESP)           | 56.º         |
| 67                                        | Rory Sutherland (AUS)         | 27.º         |
| 68                                        | Giovanni Visconti (ITA)       | 36.º         |
| 69                                        | Rubén Fernández Andújar (ESP) | 69.º         |
| 70                                        | Enrique Sanz (ESP)            | 6.º          |
| Director desportivo : José Luis Jaimerena |                               |              |

| Burgos BH BUR                                | Burgos BH BUR             | Burgos BH BUR |
| -------------------------------------------- | ------------------------- | ------------- |
| Num                                          | Corredor                  | Pos           |
| 71                                           | David Belda (ESP)         | 14.º          |
| 72                                           | Víctor Martín (ESP)       | 33.º          |
| 73                                           | Jesús del Pino (ESP)      | 19.º          |
| 74                                           | Arnau Solé (ESP)          | 23.º          |
| 75                                           | Ibai Salgaste (ESP)       | 8.º           |
| 76                                           | Pablo Torres (ESP)        | 51.º          |
| 77                                           | Igor Merino (ESP)         | 34.º          |
| 78                                           | Juan Carlos Riutort (ESP) | 12.º          |
| 79                                           | Álvaro Robredo (ESP)      | AB            |
| 80                                           | Sebastián Mascaro (ESP)   | AB            |
| Director desportivo : Julio Andrés Izquierdo |                           |               |

| Keith Mobel-Partizan KMP            | Keith Mobel-Partizan KMP          | Keith Mobel-Partizan KMP |
| ----------------------------------- | --------------------------------- | ------------------------ |
| Num                                 | Corredor                          | Pos                      |
| 81                                  | José Manuel Cayuela (ESP)         | 68.º                     |
| 82                                  |                                   |                          |
| 83                                  |                                   |                          |
| 84                                  | Juan Carlos Ramírez Navarro (ESP) | AB                       |
| 85                                  | Juan Jesús Martínez (ESP)         | AB                       |
| 86                                  | Javier Valero (ESP)               | 66.º                     |
| 87                                  | Carlos Lorente (ESP)              | 24.º                     |
| 88                                  | Juan Jesús Mata (ESP)             | AB                       |
| 89                                  |                                   |                          |
| 90                                  |                                   |                          |
| Director desportivo : Javier Chacón |                                   |                          |

| -                       | -        | -   |
| ----------------------- | -------- | --- |
| Num                     | Corredor | Pos |
| 91                      |          |     |
| 92                      |          |     |
| 93                      |          |     |
| 94                      |          |     |
| 95                      |          |     |
| 96                      |          |     |
| 97                      |          |     |
| 98                      |          |     |
| 99                      |          |     |
| 100                     |          |     |
| Director desportivo : - |          |     |

| Inteja-MMR Dominican DCT               | Inteja-MMR Dominican DCT       | Inteja-MMR Dominican DCT |
| -------------------------------------- | ------------------------------ | ------------------------ |
| Num                                    | Corredor                       | Pos                      |
| 101                                    | David López Gómez (ESP)        | 32.º                     |
| 102                                    | Steven Calderón (COL)          | 22.º                     |
| 103                                    | Joaquín Sobrinho (ESP)         | 43.º                     |
| 104                                    | Rubén Menéndez (ESP)           | 44.º                     |
| 105                                    | Bernardo Ayuso (BOT) (Estrada) | 18.º                     |
| 106                                    |                                |                          |
| 107                                    |                                |                          |
| 108                                    |                                |                          |
| 109                                    |                                |                          |
| 110                                    |                                |                          |
| Director desportivo : Adrián Palomares |                                |                          |

| Murias Taldea                       | Murias Taldea            | Murias Taldea |
| ----------------------------------- | ------------------------ | ------------- |
| Num                                 | Corredor                 | Pos           |
| 111                                 | Aritz Bagües (ESP)       | 13.º          |
| 112                                 | Garikoitz Bravo (ESP)    | 41.º          |
| 113                                 | Mikel Bizkarra (ESP)     | 31.º          |
| 114                                 | Imanol Estévez (ESP)     | 46.º          |
| 115                                 | Egoitz García (ESP)      | 9.º           |
| 116                                 | Jon Ander Insausti (ESP) | 52.º          |
| 117                                 | Adrián González (ESP)    | 40.º          |
| 118                                 | Beñat Txoperena (ESP)    | 21.º          |
| 119                                 | Eneko Lizarralde (ESP)   | 65.º          |
| 120                                 | Alex Aranburu (ESP)      | 20.º          |
| Director desportivo : Jon Odriozola |                          |               |